# 가타히가시촌
가타히가시촌(潟東村)은 니가타현 니시칸바라군에 설치되었던 촌이다. 2005년 3월 21일에 니가타시 니시칸구에 편입 합병으로 소멸했다.

## 약시
- 1889년 4월 1일 - 정촌제 시행과 함께 합병으로 가타마에촌, 교와촌, 요코도촌, 시마카타촌, 고노카미촌, 이즈이촌이 성립하였다.
- 1901년 11월 1일 - 오하라촌, 요쓰고촌이 성립하였다.
- 1955년 3월 21일 - 오하라촌, 요쓰고촌이 합병해 가타히가시촌이 되었다.
- 2005년 3월 21일 - 니가타시에 편입 합병되었다.

## 교통

### 도로
- 호쿠리쿠 자동차도
- 국도 460호선